# ユーロロック
ユーロロックは、主に1970年代以降に活動したヨーロッパのバンドのロック・ジャンルに関する呼称である。日本独自表現、和製英語とも解釈される場合がある。

## 概要
1960年代半ばに、主にアメリカやイギリスなどの英語圏で発展、拡大したロックという音楽ジャンルは、同時にヨーロッパやラテンアメリカ、アフリカ、アジアなど世界各地のポピュラー音楽にも影響を与え、自ら音楽活動を行う者が数多く出現した。そして1970年代に入り、「ユーロ(ヨーロッパ)」の「ロック」・バンドやソロ・アーティストがヨーロッパ以外の地域でも知られる様になっていった。1970年代には、フォーカス、スコーピオンズなど、ドイツ出身のハード・ロック・バンドが登場するなど、ユーロロックは世界に拡大し始めた。
ヨーロッパ出身のバンドには、「プログレッシブ・ロック（プログレ）」の要素が強いバンドが目立ったため、日本では当初はプログレと同義語であるという見方が多かった。しかしプログレ以外のハードロックや、ネーナのようなバンドも登場したため、プログレについては、後に「ユーロ・プログレッシブ・ロック」という用語が一般的になった。
西ドイツ（当時）のクラフトワーク、イタリアのP.F.M.、オランダのフォーカスなどが母国以外のファンを獲得し、その名前が知られていった。
その後、ユーロロックは次第に多様化の傾向を示し始めた。